# 西陵之戰
西陵之戰，是發生於272年的一場戰役，因東吳西陵督步闡降西晉而演變成吳軍與晉軍間的戰爭，東吳方面指揮的將領是陸抗。

## 事件起因
吳末帝孫皓徵召步闡為繞帳督前往武昌，步闡長年居於西陵，認為此命令太過突然，又因孫皓殘暴不仁，擔心所害，怕前往武昌會有殺身之禍，因此籠城投降西晉，遣送人質至洛陽獲取西晉信任。吳國方面得知消息後便以陸抗為主帥，帶兵前往討伐。晋武帝派叔父抚军将军扶风王司马亮为假节都督诸军事，接纳步阐投降。

## 戰鬥經過
晉國方面得知吳國派兵出征後，也派出羊祜率兵救援。陸抗了解晉國發兵後，便打算在西陵城周遭打造兩層防禦工事，一層防裡面的步闡軍，一層防外面的晉軍。將士們聽到此事多數表示反對，認為應該趁晉軍到達前直接攻下西陵城即可，陸抗知道西陵城堅固，短時間內不可能拿下，但又無法說服眾人，於是下令攻擊。結果花費了一天進攻毫無收穫，將士們這下才老老實實地建築防禦工事。
江陵有一條人工水道，平時可以阻斷吳晉兩國之間的交通，羊祜便想利用此水道用船運糧，揚言要破壞堤防來矇騙吳軍保護。陸抗聞之，下令江陵督張咸破壞堤防，羊祜到了當陽才知道堤防已被破壞，不得已只好從預定的船運改為車運，還得走山路，浪費許多人力財力。
晉派遣巴東監軍徐胤率水軍攻往建平，再命令荊州刺史楊肇救援西陵企圖分散陸抗的注意力。陸抗遣張咸固守西陵周邊、公安督孫遵抵擋羊祜、水軍督留慮及鎮西將軍朱琬對抗徐胤，而陸抗親率三軍攻擊楊肇。
此時陸抗部下管都督俞贊選擇投降楊肇，並供出吳軍的作戰配置。而楊肇軍正處於被陸抗軍包圍的狀態，打算從陸抗軍較薄弱的包圍部隊突圍。陸抗明白自己包圍陣的缺點，連夜改變配置，將該地的部隊改為精銳部隊鎮守，果不其然楊肇攻擊此處，反而大敗，只得趁夜撤退。陸抗分析我方兵力有限，還得防止步闡逃跑，因此只派一小支部隊追擊，但仍將楊肇軍嚇得棄甲卸資，羊祜等晉軍也接連撤離。
不久，陸抗攻陷西陵城，步氏一族除了被送往洛陽做人質的步阐兄子步璿外，滿門親屬及重要官吏便盡遭夷滅。陸抗雖赦免一般將領及數萬名士兵，但對步氏滿門趕盡殺絕，連尚在襁褓之中的嬰孩也不放過；此事被當時有識道的人預言陸家後代必為此事遭到報應，後果應驗，其子陸機、陸雲、陸耽並三族子孫，皆在八王之亂時被司馬穎給屠戮殆盡。

## 參戰人物
| 吳軍 - 鎮軍大將軍陸抗 - 宜都太守雷谭 - 镇西将军朱琬 - 江陵督张咸、公安督孙遵、水军督留虑 - 将军左奕、吾彦、蔡贡 - 营部督俞赞 、朱乔 | 晉軍 - 都督西陵諸軍事、衛將軍步闡 - 監江陵諸軍事、左將軍步璣 - 都督荊州諸軍事、車騎將軍羊祜 - 荊州刺史楊肇 - 巴東監軍徐胤 - 王戎 |

資源來源：《三國志》《晉書》《資治通鑒》

## 戰後處置
- 吳國：陸抗升為大司馬，領荊州牧。
- 晉國：羊祜貶為平南將軍；楊肇廢為庶人。[5]

## 影響
由於此戰與父親陸遜的夷陵之戰幾乎在同一地點，且都做出正確的判斷，讓陸抗成為了吳國的唯一希望，並延長國祚數年。
羊祜也因此戰戰敗，遭彈劾而被貶至平南將軍，但變得更加小心謹慎做了更充足的準備，為日後的晉滅吳之戰埋下了伏筆。
負面的影響就是吳主孫皓因此戰錯誤估計敵我的實力而連年伐晉，徒耗國力，最終亡國。